# Breakin' Dishes
Breakin' Dishes is een nummer van de Barbadiaanse zangeres Rihanna. Het werd geschreven door Christopher "Tricky" Stewart, die ook de productie voor zijn rekening nam, en Terius "The-Dream" Nash. Het staat op het album Good Girl Gone Bad uit 2007.

## Achtergrondinformatie
Rihanna werkte eerder met Stewart en Nash samen voor de succesvolle single "Umbrella". Tijdens de tournee ter promotie van Good Girl Gone Bad trad ze onder meer op met "Umbrella", "Shut Up and Drive" en "Breakin' Dishes".

## Mogelijke uitgave als single
"Breakin' Dishes" zou oorspronkelijk als de vierde single worden uitgebracht, maar werd door de grote succes van "Don't Stop the Music" verzet als vijfde single. Het manangement en het label besloten met Rihanna om het album opnieuw uit te brengen, waarbij alle drie opgenomen nummers ("Take a Bow", "If I Never See Your Face Again" en "Disturbia") als singles werden uitgebracht.
In september werd besloten dat het nummer als achtste single werd uitgebracht, maar een dag later werd "Rehab" als achtste en laatste single van het album gekozen, waardoor "Breakin' Dishes" uiteindelijk niet als single werd uitgegeven.

## Hitlijsten
Het nummer in 2007 werd wel in de Amerikaanse nachtclubs uitgebracht, waardoor een notering in de Billboard Hot Dance Club Play mogelijk werd. Het kwam in dat jaar tot de vierde plek.

## Remix
Het Britse trio Soul Seekerz maakte een remix van "Breakin' Dishes".